# Loser (bergstopp i Österrike)
Loser är en bergstopp i Österrike. Den ligger i distriktet Liezen och förbundslandet Steiermark, i den centrala delen av landet, 200 km väster om huvudstaden Wien. Toppen på Loser är 1 837 meter över havet. Loser ligger vid sjön Altausseer See.
Terrängen runt Loser är bergig söderut, men norrut är den kuperad. Närmaste större samhälle är Bad Aussee, 4,6 km söder om Loser.
I omgivningarna runt Loser växer i huvudsak blandskog. Runt Loser är det ganska glesbefolkat, med 25 invånare per kvadratkilometer.